# Колишній богоугодний заклад (Ромни)
Колишній богоугодний заклад (Ромни) — архітектурна пам'ятка початку 19 століття, богадільня яка була зведена у 1822—1825 рр. архітекторами М. Амвросимовим і А. Карташевським у м. Ромни по Московському бульвару, 29.

## Історичний опис
Історія богоугодного закладу пов'язана з відомими історичними постатями. Першим генерал-губернатором Полтавської губернії 4 лютого 1802 року був призначений князь Олексій Борисович Куракін, який і підготував проект Положення про управління добродійними закладами. 20 червня 1803 року царем Олександром І його було затверджено. Того ж року розпочалось будівництво Роменської богадільні. За наказом нового Полтавського генерал- губернатора князя Миколи Рєпніна біля села Лозового було збудовано цегельний завод. Фінансувалися будівельні роботи частково за державні кошти, частково — за приватні пожертви. Роботи проводилися під безпосереднім керівництвом попечителя Роменської богадільні статського радника, письменника і громадського діяча В. Г. Полетики (1765—1845). Василь Григорович — збирач документальних матеріалів з історії України XVI — XVII століть; походить з українського козацького старшинського роду. Він за власний кошт побудував цегляний завод для виробництва цегли для будівництва, використовував своїх людей. Відомий факт, що Рєпнін хотів перевірити фінансові вкладення, але зрозумів, що таких людей контролювати не варто і відмінив будь-які перевірки. За словами бібліотекаря, завідувачки музейної кімнати медичного закладу Тетяни Олексіївни Місяйло, Полетика використовував свій ліс, свою цеглу. Попечителем і керівником богадільних закладів Полтавської губернії був І. П. Котляревський.
Будівництво було завершене у 1825 році. Незабаром по закінченню будівельних робіт в Роменському богоугодному закладі відкрилася лікарня на десять ліжок. 1 грудня 1825 року помер 48-річний Олександр І, нову лікарню з притулком присвятили пам'яті покійного царя і назвали Олександрівською.
До неї входили І — «Головна лікарня» на сорок п'ять ліжок для військових і чиновників; ІІ — «Олександрівська лікарня» — десять ліжок для безкоштовного лікування"; ІІІ — «Богадільня» — для хворих з діагнозами «манія», «контузія», «божевілля», «недоумкуватість», «падуча хвороба». На другому поверсі головного корпусу в 1826 році була відкрита домова церква Марії-Магдалини. Вона мала невелику окрему дзвіницю на дерев'яних стовпах. При церкві діяла бібліотека. Тринадцять будівель входили до складу Роменської богадільні. У середині XIX століття вона була одним із найкращих медичних закладів тодішньої України. У 1846 році історик М. І. Арандаренко у своїй книзі «Записки про Полтавську губернію» писав:
У 1908 році богадільня була реорганізована в Роменське відділення Полтавської губернської психіатричної лікарні, яке існувало до 1923 року. З 1923 до 1930 будівля використовувалась для адміністративного управління, а потім передана Українській центральній дитячій нервово-психіатричній лікарні. Напередодні війни заклад мав статус республіканської психоневрологічної лікарні. З перших днів війни тут знаходився евакогоспіталь Лише в 1946 році лікарня повернулась у своє колишє приміщення. З 1956 року — Перша обласна психіатрична лікарня. У 1972 році завершено будівництво нового двоповерхового корпусу для санпропускника, водолікарні та адміністративних служб. Поруч сад: яблуні, абрикоси.

## Архітектори
Архітектори Михайло Андрійович Амвросимов (1776—1825) — випускник московської архітектурної школи і Карташевський Антон Іванович — архітектор доби пізнього класицизму. Серед їхнього доробку і богоугодний заклад по бульвару Московському, 29

## Архітектурний опис
Центральне місце у глибині ділянки займає головний корпус, а по периметру прямокутного простору, створеного огорожею і головним корпусом, вибудувались флігелі. В'їзд на територію здійснюється через ворота, розташовані на осі головного корпуса. На вході знаходяться дві невеликі кордегардії (вхідні приміщення для охоронців).
Білі з голубими горизонтальними заглибинами-перетинками пілони вивищуються на високому фундаменті і завершуються пірамідальними верхівками. Металева ажурна огорожа поміж стовпами додає конструкції легкості.
Двоповерховий центральний корпус виконаний у стилі класицизму. У центрі фасаду міститься портик із шести колоночних пропорцій, над яким розміщено трикутний фронтон. Городчастий фриз фронтону — орнамент у вигляді висячих зубчиків. Тут же знаходиться алебастрове ліплення: по центру — символ медицини — чаша із змією, симетрично по обидва боки — накладні трикутники. На фасаді відсутнє декоративне оздоблення, лише ритмічно розміщені прямокутні вікна без наличників. Весь обсяг будинку охоплюють міжповерхові горизонтальні тяги — тонкі профільовані виступи на стіні. Шість таких ліній підкреслюють білизну стін. Флігелі — одноповерхові без декору, але мають гарні пропорції. За стилем вони органічно вписуються в архітектурний ансамбль. Огорожа — також пам'ятка архітектури. Пілони (стовпи) складені способом рустованої кладки, відомої ще в добу еллінізму, з горизонтальними виступами. Кована решітка має чіткий малюнок.